# Бей, Тайлер
Та́йлер Тари́к Бей (англ. Tyler Tarik Bey; род. 10 февраля 1998 года в Лас-Вегасе, штат Невада, США) — американский профессиональный баскетболист, выступающий за израильский клуб «Хапоэль» Хайфа. Играет на позиции лёгкого форварда. На студенческом уровне выступал за команду Колорадского университета в Боулдере «Колорадо Баффалос». На драфте НБА 2020 года он был выбран под тридцать шестым номером командой «Филадельфия Севенти Сиксерс».

## Профессиональная карьера

### Даллас Маверикс (2020—2021)
Бей был выбран под 36-м номером на драфте НБА 2020 года командой «Филадельфия Севенти Сиксерс». 18 ноября 2020 года был обменян в «Даллас Маверикс» вместе с Джошем Ричардсоном на Сета Карри. 30 ноября подписал контракт с Далласом, который позже преобразовали в двухсторонний. 13 января 2021 года дебютировал в НБА, выйдя со скамейки запасных, и сыграл 1 минуту в победе над «Шарлотт Хорнетс» со счётом 104—93. 17 января набрал 1 очко и 1 подбор в поражении от «Чикаго Буллс» со счётом 101—117.

## Статистика

### Статистика в НБА
| Сезон                                                                                    | Команда | Регулярный сезон | Регулярный сезон | Регулярный сезон | Регулярный сезон | Регулярный сезон | Регулярный сезон | Регулярный сезон | Регулярный сезон | Регулярный сезон | Регулярный сезон | Регулярный сезон | Серия плей-офф | Серия плей-офф | Серия плей-офф | Серия плей-офф | Серия плей-офф | Серия плей-офф | Серия плей-офф | Серия плей-офф | Серия плей-офф | Серия плей-офф | Серия плей-офф |
| Сезон                                                                                    | Команда | GP               | GS               | MPG              | FG%              | 3P%              | FT%              | RPG              | APG              | SPG              | BPG              | PPG              | GP             | GS             | MPG            | FG%            | 3P%            | FT%            | RPG            | APG            | SPG            | BPG            | PPG            |
| ---------------------------------------------------------------------------------------- | ------- | ---------------- | ---------------- | ---------------- | ---------------- | ---------------- | ---------------- | ---------------- | ---------------- | ---------------- | ---------------- | ---------------- | -------------- | -------------- | -------------- | -------------- | -------------- | -------------- | -------------- | -------------- | -------------- | -------------- | -------------- |
| 2020/21                                                                                  | Даллас  | 18               | 0                | 3,9              | 31,8             | 25,0             | 60,0             | 1,1              | 0,2              | 0,0              | 0,1              | 1,0              | Не участвовал  | Не участвовал  | Не участвовал  | Не участвовал  | Не участвовал  | Не участвовал  | Не участвовал  | Не участвовал  | Не участвовал  | Не участвовал  | Не участвовал  |
|                                                                                          | Всего   | 18               | 0                | 3,9              | 31,8             | 25,0             | 60,0             | 1,1              | 0,2              | 0,0              | 0,1              | 1,0              | Не участвовал  | Не участвовал  | Не участвовал  | Не участвовал  | Не участвовал  | Не участвовал  | Не участвовал  | Не участвовал  | Не участвовал  | Не участвовал  | Не участвовал  |
| Наведите курсор мыши на аббревиатуры в заголовке таблицы, чтобы прочесть их расшифровку. |         |                  |                  |                  |                  |                  |                  |                  |                  |                  |                  |                  |                |                |                |                |                |                |                |                |                |                |                |

### Статистика в Джи-Лиге
| Сезон                                                                                    | Команда                   | Регулярный сезон | Регулярный сезон | Регулярный сезон | Регулярный сезон | Регулярный сезон | Регулярный сезон | Регулярный сезон | Регулярный сезон | Регулярный сезон | Регулярный сезон | Регулярный сезон | Серия плей-офф | Серия плей-офф | Серия плей-офф | Серия плей-офф | Серия плей-офф | Серия плей-офф | Серия плей-офф | Серия плей-офф | Серия плей-офф | Серия плей-офф | Серия плей-офф |
| Сезон                                                                                    | Команда                   | GP               | GS               | MPG              | FG%              | 3P%              | FT%              | RPG              | APG              | SPG              | BPG              | PPG              | GP             | GS             | MPG            | FG%            | 3P%            | FT%            | RPG            | APG            | SPG            | BPG            | PPG            |
| ---------------------------------------------------------------------------------------- | ------------------------- | ---------------- | ---------------- | ---------------- | ---------------- | ---------------- | ---------------- | ---------------- | ---------------- | ---------------- | ---------------- | ---------------- | -------------- | -------------- | -------------- | -------------- | -------------- | -------------- | -------------- | -------------- | -------------- | -------------- | -------------- |
| 2020/21                                                                                  | Лонг-Айленд Нетс          | 1                | 0                | 6,0              | 33,3             | -                | -                | 4,0              | 0,0              | 0,0              | 0,0              | 2,0              | Не участвовал  | Не участвовал  | Не участвовал  | Не участвовал  | Не участвовал  | Не участвовал  | Не участвовал  | Не участвовал  | Не участвовал  | Не участвовал  | Не участвовал  |
| 2020/21                                                                                  | Солт-Лейк-Сити Старз      | 12               | 9                | 28,6             | 49,7             | 32,5             | 77,1             | 9,7              | 0,9              | 0,9              | 0,7              | 16,2             | Не участвовал  | Не участвовал  | Не участвовал  | Не участвовал  | Не участвовал  | Не участвовал  | Не участвовал  | Не участвовал  | Не участвовал  | Не участвовал  | Не участвовал  |
| 2021/22                                                                                  | Рио-Гранде Вэллей Вайперс | 41               | 11               | 22,5             | 50,6             | 27,8             | 79,1             | 7,3              | 1,2              | 1,1              | 0,7              | 11,4             | Не участвовал  | Не участвовал  | Не участвовал  | Не участвовал  | Не участвовал  | Не участвовал  | Не участвовал  | Не участвовал  | Не участвовал  | Не участвовал  | Не участвовал  |
| Наведите курсор мыши на аббревиатуры в заголовке таблицы, чтобы прочесть их расшифровку. |                           |                  |                  |                  |                  |                  |                  |                  |                  |                  |                  |                  |                |                |                |                |                |                |                |                |                |                |                |

### Статистика в NCAA
| Сезон | Команда  | Conf   | Class | GP | GS | MPG  | FG%  | 3P%  | FT%  | RPG | APG | SPG | BPG | PPG  |
| --- | -------- | ------ | ----- | -- | -- | ---- | ---- | ---- | ---- | --- | --- | --- | --- | ---- |
| 2017/18 | Колорадо | Pac-12 | FR    | 32 | 21 | 19,7 | 50,3 | 0,0  | 68,5 | 5,1 | 0,5 | 0,6 | 0,7 | 6,1  |
| 2018/19 | Колорадо | Pac-12 | SO    | 36 | 36 | 26,3 | 54,1 | 22,7 | 78,2 | 9,9 | 0,6 | 0,8 | 1,2 | 13,6 |
| 2019/20 | Колорадо | Pac-12 | JR    | 31 | 30 | 29,0 | 53,0 | 41,9 | 74,3 | 9,0 | 1,5 | 1,5 | 1,2 | 13,8 |
| Всего | Всего    | Всего  | Всего | 99 | 87 | 25,0 | 53,0 | 30,5 | 74,7 | 8,1 | 0,9 | 1,0 | 1,0 | 11,2 |
| Наведите курсор мыши на аббревиатуры в заголовке таблицы, чтобы прочесть их расшифровку Статистика приведена с сайта sports-reference.com |          |        |       |    |    |      |      |      |      |     |     |     |     |      |

### Статистика в других лигах
| Сезон | Команда          | Лига               | GP | GS | MPG  | FG%  | 3P%  | FT%  | RPG  | APG | SPG | BPG | PFL | TOV | PPG  |
| --- | ---------------- | ------------------ | -- | -- | ---- | ---- | ---- | ---- | ---- | --- | --- | --- | --- | --- | ---- |
| 2022/23 | Ирони Нес-Циона  | Чемпионат Израиля  | 30 | 29 | 30,0 | 55,2 | 39,1 | 73,5 | 7,4  | 0,8 | 1,4 | 0,7 | 2,2 | 2,3 | 20,3 |
| 2023/24 | Магнолия Хотшотс | Чемпионат Филиппин | 22 | 22 | 41,2 | 48,9 | 30,6 | 72,3 | 13,0 | 2,3 | 2,3 | 1,2 | 2,3 | 3,6 | 25,8 |
| Всего | Всего            | Всего              | 52 | 51 | 34,7 | 52,0 | 34,5 | 72,8 | 9,8  | 1,4 | 1,8 | 0,9 | 2,3 | 2,8 | 22,6 |
| Наведите курсор мыши на аббревиатуры в заголовке таблицы, чтобы прочесть их расшифровку Статистика приведена с сайта basketball.realgm.com |                  |                    |    |    |      |      |      |      |      |     |     |     |     |     |      |